# Nobuhiro Maeda
Nobuhiro Maeda (前田 信弘 Maeda Nobuhiro?, nacido el 3 de junio de 1973 en Kagawa) es un exfutbolista japonés. Jugaba de guardameta y su último club fue el Albirex Niigata Singapur.

## Trayectoria

### Clubes
| Club                     | País     | Año         |
| ------------------------ | -------- | ----------- |
| Verdy Kawasaki           | Japón    | 1996 - 1997 |
| Vissel Kobe              | Japón    | 1998 - 1999 |
| Shimizu S-Pulse          | Japón    | 2000        |
| Albirex Niigata          | Japón    | 2001 - 2003 |
| Albirex Niigata Singapur | Singapur | 2004        |

## Palmarés

### Títulos nacionales
| Título             | Club            | País  | Año  |
| ------------------ | --------------- | ----- | ---- |
| Copa del Emperador | Verdy Kawasaki  | Japón | 1996 |
| J2 League          | Albirex Niigata | Japón | 2003 |